# 大山乡 (镇宁布依族苗族自治县)
大山乡，是中国贵州省安顺市镇宁布依族苗族自治县下辖的一个乡镇级行政单位。

## 行政区划
大山乡共辖以下地区：
大山哨村、双山坝村、雷明村、雷召堡村、龙井铺村、连山铺村、岩坡哨村、颜旗堡村、豆角湾村、养马寨村、重阳坎村、新寨村、清河村、西窑村、张官村、新村、大寨村、西苗坝村、长脚村、箐口村、院府关村、鸡场寨村、打硐村、新发寨村、沙锅村、詹关堡村、东窑村、葫芦寨村、簸箩寨村、朱家村、石板村、龙潭窝村。